# Веселе (Гуляйпільська міська громада)
Весе́ле — село в Україні, у Гуляйпільській міській громаді Пологівського району Запорізької області. Населення становить 6 осіб (станом на  01.01.2011). До 2016 орган місцевого самоврядування - Гуляйпільська міська рада.

## Географія
Село Веселе знаходиться на відстані 1 км від села Зелений Гай та за 4 км від села Затишшя.

## Історія
12 червня 2020 року, відповідно до розпорядження Кабінету Міністрів України № 713-р «Про визначення адміністративних центрів та затвердження територій територіальних громад Запорізької області», увійшло до складу Гуляйпільської міської громади.
19 липня 2020 року, у результаті адміністративно-територіальної реформи та ліквідації Гуляйпільського району, село увійшло до складу Пологівського району.

## Населення
Згідно з переписом УРСР 1989 року чисельність наявного населення села становила 52 особи, з яких 21 чоловік та 31 жінка.
За переписом населення України 2001 року в селі мешкало 12 осіб. 100 % населення вказало своєю рідною мовою українську мову.